# 이시카와 시스케
이시카와 시스케(일본어: 石川 シスケ 이시카와 시스케[*])는 일본의 만화가이다.